# Hertelendy Miklós (huszártiszt, 1879–1962)
Hertelendy Miklós (Magyargencs, Vas vármegye, 1879. május 31. – Budapest, 1962. október 31.) magyar huszártiszt, gazdasági főtanácsos, országgyűlési képviselő.

## Élete
1879-ben született a Vas megyei Magyargencsen, római katolikus vallású, ősi magyar nemesi családban; nagyapja, Hertelendy Miklós, az 1848-49-es magyar szabadságharc idején mint huszárezredes, Klapka György tábornok seregében részt vett Komárom védelmében. Szülei Hertelendy Gyula és Szeliga Paula.
A középiskola után előbb a bécsújhelyi katonai akadémiát, majd a bécsi lovaglótanár-képző iskolát végezte el, ezt követően 1899-ben a 14. közös huszárezredben kezdte meg katonai szolgálatát. Az első világháború kitörésekor a 10. közös huszárezred kötelékében, mint századparancsnok ment a harctérre. Szerb, orosz és olasz hadszíntereken több ütközetben vett részt, így a limanovai csatában is, és öt napon át volt a Jabloniec-hágó egyik védője.
A harctéren megbetegedett, ezért lábadozása idejére a közös hadügyminisztériumba vezényelték, később pedig a hainburgi katonai műszaki akadémia kiképző tanárává nevezték ki. 1918 szeptemberében őrnaggyá lépett elő, nyugdíjazásakor pedig megkapta az alezredesi rendfokozatot. Katonai pályája során több ízben volt tanár a katonai főreáliskolában és az akadémián, volt tiszti iskolai parancsnok is.
A háború befejezését és nyugdíjazását követően birtokaira és bérleményeire vonult vissza gazdálkodni, s hogy e téren is minél eredményesebb lehessen, öt félévet hallgatott a közgazdasági egyetem mezőgazdasági karán, így később behatóan tudott foglalkozni komolyabb gazdasági szakkérdésekkel is, sőt mezőgazdasági és közgazdasági vonatkozású szakcikkeket is publikált, főleg a Köztelek című lapban. Több mezőgazdasági egyesület életében is tevékeny szerepet vállalt: a Komlótermelők Egyesületének elnöke, Somogy vármegye Gazdasági Egyesületének igazgató-választmányi tagja volt. Szintén tagja volt a vármegyei törvényhatósági bizottságnak, járása mezőgazdasági bizottságát pedig szintén elnökként irányította.
Az országos politikába első ízben az 1935. évi általános választások előtt kapcsolódott be, ekkor országgyűlési képviselőnek jelöltette magát a tabi választókerületben és el is nyerte a mandátumot, a Nemzeti Egység Pártja programjával. Posztját a következő, 1939-es választás után is meg tudta tartani, akkor már mint a Magyar Élet Pártja tabi képviselője. A parlamentben főként mezőgazdasági, bortermelési, valamint katonai és kisipari szakkérdésekkel foglalkozott; a mezőgazdasági élet terén kifejtett működéséért a kormányzó gazdasági főtanácsosi címmel tüntette ki. Kötcse és Zics község díszpolgárává választotta.